# Giuseppe De Gregorio
Giuseppe De Gregorio (Spoleto, 11 agosto 1920 – Spoleto, 31 dicembre 2007) è stato un pittore italiano.

## Biografia
Nasce a Spoleto da madre spoletina e padre siciliano, Agatino, anche lui pittore. Il nonno paterno era stato docente di pittura all'Accademia di belle arti di Catania, ma De Gregorio, contrariamente alle tradizioni familiari, è un autodidatta, non frequenta scuole d'arte ma si forma nella città natale a contatto con l'ambiente artistico umbro.
La sua attività artistica inizia alla fine degli anni quaranta. Dal 1947 partecipa a mostre sia collettive sia personali; per la I Mostra Regionale d'Arte Contemporanea di Spoleto avrà la presentazione in catalogo di Leoncillo Leonardi.
Ottiene i primi riconoscimenti ufficiali e vince alcuni premi, tra cui nel 1948 il Premio città di Orvieto.
Rappresentante di spicco del cosiddetto Gruppo di Spoleto, conosciuto anche come Gruppo dei sei, fondato nel 1953 insieme a giovani artisti quali Filippo Marignoli, Giannetto Orsini, Ugo Rambaldi, Piero Raspi e Bruno Toscano (rigorosamente in ordine alfabetico come da loro stessi indicato), De Gregorio viene ben presto segnalato dalla critica più autorevole come una delle giovani promesse dell'arte italiana. 
La sua pittura viene presentata da Francesco Arcangeli, Maurizio Calvesi, Giovanni Carandente, Enrico Crispolti, Raffaele De Grada, Mario Mafai, Carlo Munari e altri.
Un vivace clima culturale caratterizza la Spoleto di quegli anni; la felice condizione dell'arte favorisce la nascita del Premio Spoleto, istituito nel 1953 anche su iniziativa dello stesso Gruppo dei sei. La manifestazione è finalizzata a valorizzare giovani artisti, pittori e scultori. In tale occasione De Gregorio suscita l'interesse di un importante gallerista romano, Bruno Sargentini, della galleria L'Attico. Inizia così la sua storia di successi.
Partecipa a rassegne importanti in Italia e all'estero: alla VII Quadriennale Nazionale d'Arte di Roma nel 1956, e ancora alla nona nel 1966 e all'undicesima nel 1986; nel 1964 alla XXXII Biennale di Venezia e al Premio Fiorino di Firenze. Nel 1965 partecipa alla prima edizione del "Premio nazionale di Pittura" di Corciano, risultando vincitore, successo che replicherà nella quarta edizione.
Nel 1974 si trasferisce a Firenze con la famiglia, la moglie Rosa e la figlia Daniela, ma resta sempre legato alla sua città natale. Nel 1977 il Festival dei Due Mondi gli dedica una mostra personale; nel 1978, su invito del maestro Giancarlo Menotti, realizza il manifesto del XXI Festival. Nel 1986 e poi nel 1999 esegue il manifesto per Umbria Jazz.
Nel 1997 torna definitivamente a vivere a Spoleto.
Si spegne all'alba del 31 dicembre 2007 nella sua casa di Spoleto.

## Percorso artistico
L'artista, da sempre attratto dalla natura in tutte le sue manifestazioni, cerca di raffigurarla nei modi che sente maggiormente propri.
Nell'immediato dopoguerra è il cubismo a indicargli l'indirizzo artistico da seguire, mentre all'inizio degli anni cinquanta, gli stimoli provenienti dall'Europa e da oltre oceano, lo convincono a passare all'informale declinato in ultimo naturalismo. Rifiutando forme compiute e conosciute, l'artista apre lo spazio alla libera espressione dei sentimenti.
Nella seconda metà degli anni cinquanta, inizia ad esplorare le capacità espressive della materia, inserendosi nel filone informale. È questo il periodo del Gruppo di Spoleto, o Gruppo dei sei e del Premio Spoleto del quale vince diverse edizioni. Sarà Francesco Arcangeli ad "estrarlo dalla provincia" per farlo diventare esempio dell’informale in Italia, insieme ad artisti quali Mattia Moreni e Ennio Morlotti.
Questa stagione dura sino al 1969, quando decide di passare alla rappresentazione di particolari della natura, con un ritorno quindi alla figura. L'artista carica la natura di significati simbolici; il dettaglio è portato all'estremo e amplificato; gli oggetti scelti e opportunamente composti, sembrano immersi in un liquido amniotico o come adagiati in un fondale marino; l'immagine risulta attenuata e tremula, più onirica che reale.
Quest'ultima evoluzione, lo ascrive al movimento definito ultimo naturalismo, per il recupero e l'inserimento di soggetti di natura all'interno della struttura informale. 
Egli afferma di voler raccontare il rapporto esistenziale che lo unisce agli oggetti, e cogliere la vita che c'è in essi.
I temi celebrati nel corso della sua carriera artistica:
- la natura, sia vegetale, che animale: dagli alberi alle foglie, fino alle colline, passando per il mare con tutti i suoi abitanti, intesi come pescatori ma anche come crostacei, conchiglie e molluschi;
- la magia, il malocchio e credenze popolari: alcuni lavori s'ispirano al mondo che si cela nei riti e nel mito, con riferimenti al minotauro e ai tanti bucrani dipinti nel tempo;
- la storia: soldati e antichi duchi longobardi come Teodelapio e Faroaldo, entrambi legati alla storia di Spoleto.
- l'Arte Sacra, quasi sempre opere realizzate su commissione: un grande crocifisso di circa tre metri per due, un ciclo sulle Storie di vita di Gesù, un grande dipinto di più di tre metri di altezza per oltre cinque, formato da numerosi pannelli con il tema della Sacra Famiglia.

## Opere
(elenco non esaustivo)
- 1958, Marina d'inverno, Fratelli Fontana, Terni  (immagine) Archiviato il 29 ottobre 2013 in Internet Archive.
- 1959, Caccia al bisonte, Istituto Istruzione Superiore "Pontano Sansi – Leoncillo Leonardi", Spoleto  (immagine)
- 1959, Pittura n. 1, Fondazione Cassa di Risparmio di Spoleto  (immagine) Archiviato il 29 ottobre 2013 in Internet Archive.
- 1960, Crocifisso, Cappella dell'Istituto San Giuseppe delle suore della Sacra Famiglia, Spoleto
- 1960, Storie di vita di Gesù, Cappella dell'Istituto San Giuseppe delle suore della Sacra Famiglia, Spoleto
- 1960, La seta del cardo, collezione privata  (immagine)
- 1963, Rito barbarico, Banca Popolare di Spoleto  (immagine) Archiviato il 29 ottobre 2013 in Internet Archive.
- 1968, Senza titolo, Sartoria Lemmi, Perugia  (immagine) Archiviato il 29 ottobre 2013 in Internet Archive.
- 1969, Lotta di squali, Museo Carandente, Palazzo Collicola - Arti visive, Spoleto  (immagine)
- 1970, Fiori e tavolo rosso, Sartoria Lemmi, Perugia  (immagine) Archiviato il 29 ottobre 2013 in Internet Archive.
- 1974, Finestra sul mare, Banca Popolare di Spoleto  (immagine) (JPG), su artecontemporaneaimpresa.files.wordpress.com. URL consultato l'8 luglio 2021 (archiviato dall'url originale il 24 ottobre 2013).
- 1974, Natura morta con animale marino, Banca Popolare di Spoleto  (immagine) Archiviato il 29 ottobre 2013 in Internet Archive.
- 1974, Natura morta del pescatore, collezione privata  (immagine)
- 1975, La Sacra Famiglia, Istituto Nazareno di Spoleto
- 1978, Bucranio e granceola, Museo Carandente, Palazzo Collicola - Arti visive, Spoleto  (immagine)
- 1980, Natura morta con conchiglie, collezione privata  (immagine)
- 1988, Natura morta con fruttiera, collezione privata  (immagine) Archiviato il 23 settembre 2015 in Internet Archive.
- 1996, Piatto in ceramica, L'Antica Deruta, Deruta  (immagine) Archiviato il 29 ottobre 2013 in Internet Archive.
- Farfalla (immagine)
- Maschera Incas (immagine) Archiviato il 30 ottobre 2013 in Internet Archive.
- Acquario con pesci rossi (immagine) Archiviato il 30 ottobre 2013 in Internet Archive.
- Frutti di mare e nasse (immagine) Archiviato il 30 ottobre 2013 in Internet Archive.

La famiglia dell'artista ha deciso di donare le opere in suo possesso alla Fondazione Cassa di Risparmio di Spoleto allo scopo di renderle fruibili al maggior numero di persone possibili.

## Le opere nei musei
- Museo Carandente, Palazzo Collicola - Arti visive, Spoleto, (PG)
- Pinacoteca comunale di Faenza, Faenza[9]
- Fondazione Ceramica Contemporanea d'Autore Alviero Moretti, Deruta (PG)[10]